# 盧氏剪紙
盧氏剪紙是中國河南省卢氏县的传统剪紙技藝，属于豫西剪纸的一种，是中國国家级非物质文化遗产之一。

## 制作
卢氏剪纸風格介於南方剪纸和北方剪纸之間，以单色剪纸為主，作為刺绣花样、鞋样花、枕头花、墙围花、顶花、喜花、礼花、供花使用，还有染色、点色、分色等方式製成的彩色窗花。將事先剪好的圖樣用濕布擦濕後貼在一張同樣擦濕貼在木板上的白紙上，利用油燈的烟霧或牙刷彈撥的顔料水霧在白紙上熏出或彈出圖案，起好样后使用剪刀或刻刀将图案切下即可。

## 图案
卢氏剪纸的内容题材多為花鳥鱼虫和人物等，主要用於春节和婚庆。春节主要剪窗花，正月十三在门上贴用黄金纸剪的金牛，正月十五剪灯笼花；新生儿满月时母家要送衣服和剪纸；結婚时剪“顶棚花”，也叫“团花”，中间是红双喜，周围是富贵不断头图样，四角的角花大多为蝴蝶；老人大壽以松鹤、八仙等图案剪纸；丧事遺體的枕头上剪云、日、月、鸡等图案。

## 保护
目前在卢氏县从事剪纸的民间艺人仅有六十多人。2008年6月7日，卢氏剪纸被列入第二批国家级非物质文化遗产名录。2019年11月12日，卢氏县人民文化馆获得卢氏剪纸保护单位资格。